# Odontodiplosis longiuscula
Odontodiplosis longiuscula är en tvåvingeart som beskrevs av Boris Mamaev 1998. Odontodiplosis longiuscula ingår i släktet Odontodiplosis och familjen gallmyggor.
Artens utbredningsområde är Ukraina. Inga underarter finns listade i Catalogue of Life.